# Prolyncestis biplagiata
Prolyncestis biplagiata là một loài bướm đêm trong họ Noctuidae.